# 운남면
운남면(雲南面)은 대한민국 전라남도 무안군 남부에 위치한 면이다. 면적은 18.43km2이며, 63.1 km의 해안선을 가지고 있다.

## 개요
조선시대에는 영광군 목장면에 속해있다가 1914년부터 무안군 망운면에 편입되었다. 이후 인구가 서서히 늘어 1970년에는 운남 출장소를 설치해 운영하였으며 1983년이 되어 망운면의 분면인 운남면이 성립되어 운남면 사무소가 설치되었다. 현재는 무안국제공항이 속해있는 망운면과 인접 잠재력이 무한한 미래형 거점 지역이면서 무안국제공항과 해양도시 목포를 연결하는 교통요충지로 발전 가능 지역에 해당하는 지역이다.

## 법정리
- 하묘리
- 동암리
- 연리
- 내리
- 성내리

## 교육
- 무안초등학교
- 무안북중학교
- 백제고등학교
- 초당대학교
- 목포기능대학교